# Susanne Stoll-Kleemann
Susanne Stoll-Kleemann (* 1969 in Weinheim als Susanne Stoll) ist eine deutsche Geographin und Professorin für Nachhaltigkeitswissenschaft und Angewandte Geographie an der Universität Greifswald.

## Werdegang
Nach ihrem Studium der Geographie und Politikwissenschaft arbeitete Susanne Stoll-Kleemann ab 1994 für den Deutschen Entwicklungsdienst, Berlin, u. a. in Nepal und Thailand. Anschließend promovierte sie mit einem Promotions-Stipendium der Deutschen Bundesstiftung Umwelt an der Technischen Universität Berlin von 1995 bis 1998. Ab 1998 trat sie eine Post-Doc Stelle an der Eidgenössischen Technischen Hochschule (ETH) Zürich an und arbeitete an der EAWAG Zürich (Abt. für Humanökologie). Von 2000 bis 2002 war sie Wissenschaftliche Mitarbeiterin am Potsdam-Institut für Klimafolgenforschung und leitete das Projekt BEAR. Von 2002 bis 2004 war sie Wissenschaftliche Mitarbeiterin an der Freien Universität Berlin in einem Projekt zu Verwundbarkeit und Anpassung an den Klimawandel. 2004 wechselte sie an die Humboldt-Universität als Forschungsgruppenleiterin des von der Robert Bosch Stiftung geförderten Projektes „Governance of Biodiversity“ (GoBi). 2007 folgte Stoll-Kleemann dem Ruf nach Greifswald und wurde an der Universität Greifswald Professorin für Geographie. Dort führte sie das Projekt „Governance of Biodiversity“ bis 2009 fort. 2008 übernahm sie den Lehrstuhl für Nachhaltigkeitswissenschaft und Angewandte Geographie (W 3) an der Mathematisch-Naturwissenschaftlichen Fakultät am Institut für Geographie und Geologie der Universität Greifswald
Seit 2010 leitet sie in Greifswald auch den Masterstudiengang „Nachhaltigkeitsgeographie“.
Susanne Stoll-Kleemann hat eine Tochter.

## Forschung
Stoll-Kleemann und ihr interdisziplinär zusammengesetztes Team setzen den Fokus auf Transformationsforschung und Verhaltensgeographie im Rahmen eines transdisziplinären und sehr anwendungsorientierten Forschungsansatzes.
Bekannt geworden ist Stoll-Kleemann durch ihre Forschungsarbeiten zu Akzeptanzproblemen von Naturschutzmaßnahmen. In dem global verankerten Forschungsprojekt „GoBi (Governance of Biodiversity)“ untersucht sie vor allem Faktoren für das erfolgreiche Management von Biosphärenreservaten und anderen Schutzgebieten. Obwohl das Potential des Konzeptes von Biosphärenreservaten als Promotoren nachhaltiger Entwicklung sehr hoch ist, kommt Stoll-Kleemann zu dem Schluss, dass es gravierende Lücken zwischen Theorie und Praxis gibt, die sich in einer wachstumsgetriebenen Welt nicht auflösen lassen und Nachhaltigkeit bestenfalls als Feigenblatt fungiert.
Aktuell erforscht Stoll-Kleemann insbesondere Voraussetzungen und Barrieren für individuelles nachhaltiges Verhalten als letzte Möglichkeit, die Überschreitung planetarer Grenzen zu stoppen. Dazu gehört die Betrachtung der weltweit zunehmenden ressourcenintensiven Lebensstile, die eine starke Nachfrage nach tierischen Nahrungsmitteln und sehr hohe Mobilitätsansprüche (vor allem häufiges Fliegen) nach sich ziehen als besonders schädliche Verhaltensweisen, die die Menschenrechte insbesondere von Bewohnerinnen und Bewohnern des globalen Südens verletzen. Dabei integriert sie umwelt- und sozialpsychologische Modelle und Erkenntnisse für die Erklärung umwelt(un)gerechten Verhaltens.
Die interdisziplinäre umweltsozialwissenschaftliche und verhaltensgeographische Erforschung der Hindernisse für einen nachhaltigen Lebensstil in den industrialisierten Gesellschaftssystemen und möglicher Lösungsstrategien (z. B. das Erkennen von Rechtfertigungsstrategien oder Rebound-Effekten) stellen nicht nur einen zentralen Fokus in der Forschung, sondern auch in der Lehre im Rahmen der Master- und Bachelor-Studiengänge wie „Nachhaltigkeitsgeographie“ und „Landschaftsökologie“ dar.
Seit 2019 liegt das Cluster Nachhaltigkeit (Projekt Fragmentierte Transformation) des Interdisziplinären Forschungszentrum Ostseeraum (IFZO) in ihrer Verantwortung. Stoll-Kleemann ist hier für die Teilbereiche „Baltic Sea Literacy und Verhaltensänderung“ sowie „Moore, Agrarpolitik und biobasiertes Wachstum“ verantwortlich. Während sich Ersteres mit einer regionalen Spezifizierung von „Ocean Literacy“ auf den Ostseeraum beschäftigt, setzt sich das zweite Arbeitspaket mit den Möglichkeiten einer nachhaltigen Nutzung der Moore im Ostseeraum auseinander.

## Aktuelle Projekte
- Vernetzte Vielfalt an der Schatzküste – motivieren und profitieren![11][12]
- Interdisziplinäres Forschungszentrum Ostseeraum (IFZO), Cluster Nachhaltigkeit – Analyse natur- und sozialwissenschaftlicher Faktoren für den Schutz des Ökosystems Ostsee, einer nachhaltigen Agrarpolitik, Schutz der Moore, Konzipierung einer Baltic Sea Literacy[13]
- „How much is the dish?“ – Maßnahmen zur Erhöhung der Biodiversität durch true cost accounting bei Lebensmitteln (HoMaBiLe)[14]

## HoMaBiLe „How much is the dish?“
Das Forschungsvorhaben HoMaBiLe zielt darauf ab, jene Umweltkosten, welche bei der Produktion von Lebensmitteln entstehen, zu quantifizieren und zu monetarisieren. Entsprechend eigenen Angaben der Forschungsgruppe sollen diese wahren Lebensmittelpreise auch als wissenschaftliche Grundlage dazu dienen, um Konsequenzen für politische und gesellschaftliche Perspektiven zu ziehen.
Die Forschungsergebnisse des Projektes fanden im Jahr 2023 erstmals in einer Kampagne des Lebensmittel-Discounters Penny Anwendung. In dieser Kampagne wurden die im Projekt ermittelten Preise vom 31.07. bis zum 05.08.2023 erhoben, wobei die Preisaufschläge gespendet wurden.

## Veröffentlichungen (Auswahl)
- Schwerdtner Manez, K.; Stoll-Kleemann, S.; Rozwadowski, H.M. (2023) Ocean literacies: the promise of regional approaches integration ocean histories and psychologies. Frontiers of Marine Science, doi:10.3389/fmars.2023.1178061.

- Stoll-Kleemann, S.; Franikowski, P.; Nicolai, S. (2023) Development and Validation of a Scale to Assess Moral Disengagement in High-Carbon Behavior. Sustainability, 15, 2054. doi:10.3390/su15032054
- Nicolai, S., Franikowski, P., & Stoll-Kleemann, S. (2022) Predicting Pro-Environmental Intention and Behavior Based on Justice Sensitivity, Moral Disengagement, and Moral Emotions - Results of Two Quota-Sampling Surveys. Frontiers in Psychology, 3594. doi:10.3389/fpsyg.2022.914366
- Stoll-Kleemann, S., Nicolai, S., Franikowski, P. (2022) Exploring the Moral Challenges of Confronting High-Carbon-Emitting Behavior: The Role of Emotions and Media Coverage. Sustainability, 14, 5742. doi:10.3390/su14105742
- Michalke, A., Stein, L., Fichtner, R. Gaugler, T, Stoll-Kleemann, S. (2022) True cost accounting in agri-food networks: a German case study on informational campaigning and responsible implementation. Sustain Sci. doi:10.1007/s11625-022-01105-2
- Ewert, S., Stoll-Kleemann, S. (2022) Biodiversity Conservation and the Role of Democracy. In: B. Bornemann, H. Knappe and P. Nanz (eds.). Routledge-Handbook of Democracy and Sustainability, 313 - 327.
- Stoll-Kleemann, S. (2021) From Denial to Moral Disengagement: How integrating fundamental insights from psychology can help us better understand ongoing inaction in the light of an exacerbating climate crisis. In: Grušovnik; T., Lykke Syse, K., Spannring, R. (eds.). Denialism in Environmental and Animal Abuse: Averting Our Gaze; Lexington Books series: Environment and Society (series ed. Douglas Vakoch), 17-34.
- Stoll-Kleemann, S. & O’Riordan, T. (2020) Revisiting the Psychology of Denial Concerning Low-Carbon Behaviors: From Moral Disengagement to Generating Social Change. Sustainability 12(3), 935. doi:10.3390/su12030935
- Stoll-Kleemann, S. (2019) Feasible Options for Behavior Change towards More Effective Ocean Literacy: A systematic review. Frontiers in Marine Science, 6, 273. doi:10.3389/fmars.2019.00273
- Stoll-Kleemann S, O’Riordan T (2018) The challenges of the anthropocene for biosphere reserves. Parks 23.1: 89-100. doi:10.2305/IUCN.CH.2017.PARKS-23-1SS-K.en
- Stoll-Kleemann, S., Schmidt, U.J. (2018) Reducing meat consumption in developed and transition countries to counter climate change and biodiversity loss: a review of influence factors. Regional Environmental Change 17: 1261-1277. doi:10.1007/s10113-016-1057-5
- Pool-Stanvliet R, Stoll-Kleemann S, Giliomee JH (2018) Criteria for selection and evaluation of biosphere reserves in support of the UNESCO MAB programme in South Africa. Land Use Policy 76. 654-663. doi:10.1016/j.landusepol.2018.02.047
- Wesselow, M., Stoll-Kleemann, S. (2018) Role-playing games in natural resource management and research: Lessons learned from theory and practice. The Geographical Journal: 1-12. doi:10.1111/geoj.12248.
- de la Vega-Leinert, A.C, Stoll-Kleemann, S., Wegener, E. (2018) Managed Realignment (MR) along the Eastern German Baltic Sea: A catalyst for conflict or for a coastal zone management consensus. Journal of Coastal Research 34(3): 586-601. doi:10.2112/JCOASTRES-D-15-00217.1.
- Fritz-Vietta, N.V.M., Tahirindraza, H.S., Stoll-Kleemann, S. (2017) Local people's knowledge with regard to land use activities in southwest Madagascar - Conceptual insights for sustainable land management. Journal of Environmental Management 199: 126-138. doi:10.1016/j.jenvman.2017.05.03
- Tekken, V., Spangenberg, J.H., Burkhard, B., Escalada, M., Stoll-Kleemann, S., Truong, D.T., Settele, J. (2017) „Things are different now“: Farmer perceptions of cultural ecosystem services of traditional rice landscapes in Vietnam and the Philippines. Ecosystem Services 25: 153-166. doi:10.1016/j.ecoser.2017.04.010.
- Stoll-Kleemann, S.; O`Riordan, T.; Jaeger, C.C. (2001) The psychology of denial concerning climate mitigation measures: evidence from Swiss focus groups. Global Environmental Change, 11 (2), 107-117.